# Vladiszlav Ihorovics Kulacs
Vladiszlav Ihorovics Kulacs (ukránul: Владислав Ігорович Кулач; Doneck, 1993. május 7. –) ukrán utánpótlás-válogatott labdarúgó, a Dinamo Kijiv játékosa.

## Pályafutása

### Klubcsapatokban
Pályafutása elején az Olimpik Doneck, majd a Sahtar Doneck akadémiáján nevelkedett. Utóbbi csapatnál 2010-ben került fel a felnőtt csapat keretéhez. Az ezt követő időszakban többnyire a Sahtar harmadik számú, ifjúsági csapatában lépett pályára.  
A 2013-2014-es szezont megelőzően kölcsönbe került a Mariupol csapatához. Az ukrán élvonalban 2013. augusztus 10- én debütált egy Vorszkla Poltava elleni bajnokin, ahol a 85. percben állt be csereként. Érdekesség, hogy ezzel Kulacs lett a klub 200. játékosa az ukrán élvonalban. A következő fordulóban első gólját is megszerezte a Metalurh Doneck ellen. Az idény során csapata meghatározó tagjává vált, 36 bajnokin összesen ötször volt eredményes.
A 2014-2015-ös idény második felét a Metalurh Zaporizzsjánál töltötte kölcsönbe. Kilenc bajnokin kapott játéklehetőséget.
A 2015-2016-os szezon előtt csatlakozott a Sztal Dnyiprodzerzsinszk csapatához. Csak a bajnokság első felét töltötte a klubnál, tizenöt bajnokin ötször volt eredményes. Az idény második felére a török Eskişehirsporhoz került kölcsönbe. 
2016. júniusától egy évig a Zorja Luhanszk, majd a 2017-2018-as szezonban a Vorszkla Poltava játékosa volt. 2019 januárjában az Olekszandrija vette kölcsön, de a bajnoki bronzérmet szerző csapatban egyszer sem kapott bizonyítási lehetőséget. Az ukrán élvonalban 103 mérkőzést játszott és húsz gólt szerzett. 2019. július 10-én a következő szezonra a Budapest Honvéd vette kölcsön.

### A válogatottban
Az U17-estől az U21-es korosztályig az összes utánpótlás válogatottban játszott hazájában. Az U21-es válogatottban 2013. június 4-én játszott először, egy év alatt összesen nyolc alkalommal.